# Великий Ленцьк
Великий Ленцьк (пол. Wielki Łęck, нім. Groß Lensk) — село в Польщі, у гміні Плосьниця Дзялдовського повіту Вармінсько-Мазурського воєводства.
Населення — 487 осіб (2011).
У 1975-1998 роках село належало до Цехановського воєводства.

## Демографія
Демографічна структура станом на 31 березня 2011 року:
|          | Загалом | Допрацездатний вік | Працездатний вік | Постпрацездатний вік |
| -------- | ------- | ------------------ | ---------------- | -------------------- |
| Чоловіки | 232     | 56                 | 157              | 19                   |
| Жінки    | 255     | 58                 | 150              | 47                   |
| Разом    | 487     | 114                | 307              | 66                   |